# Deutschland tanzt
Deutschland tanzt war eine deutsche Tanzshow des Fernsehsenders ProSieben, die im November 2016 jeweils Samstags in drei Folgen ausgestrahlt wurde. Moderiert wurden die Liveshows von Lena Gercke und Ingmar Stadelmann. Die Show wurde von ProSieben als erster „Tanzwettbewerb der Bundesländer“ betitelt und erinnerte vom Ablauf her an die Bundesvision Song Contests des gleichen Senders.
Siegerin wurde die gehörlose Tänzerin Kassandra Wedel (Bayern) vor Oliver Pocher (Niedersachsen) und Fernanda Brandão (Hamburg).

## Konzept
16 Prominente (zum Großteil B und C-Promis) traten für ihr Bundesland in der ersten Show an und zeigten eine Tanzperformance. Nach dem anschließenden Voting wählte jedes Bundesland seine Favoriten. Die zwölf besten kamen eine Runde weiter. Im Finale wählte Deutschland aus den sechs besten Tänzern seinen Sieger. Die Live-Shows wurden vom 11. November bis zum 26. November 2016 ausgestrahlt. Nikeata Thompson und Roman Frieling waren als Experten in der Show und Ingmar Stadelmann berichtete als Co-Moderator aus der Tänzer-Lounge. Im Unterschied zu vergleichbaren Shows wurde nach den Original-Songs getanzt.

## Kandidaten
| Platz | Bundesland             | Kandidat                            | 1   | 2   | 3   | ø      |
| ----- | ---------------------- | ----------------------------------- | --- | --- | --- | ------ |
| 1.    | Bayern                 | Kassandra Wedel                     | 141 | 172 | 168 | 160,33 |
| 2.    | Niedersachsen          | Oliver Pocher                       | 154 | 132 | 160 | 148,67 |
| 3.    | Hamburg                | Fernanda Brandão                    | 70  | 133 | 112 | 105    |
| 4.    | Hessen                 | Taynara Wolf                        | 42  | 112 | 108 | 87,33  |
| 5.    | Berlin                 | Avelina Boateng                     | 100 | 88  | 72  | 86,67  |
| 6.    | Baden-Württemberg      | Magdalena Brzeska und Tochter Noemi | 114 | 67  | 20  | 67     |
| 7.    | Thüringen              | Janin Ullmann                       | 74  | 52  | –   | 63     |
| 8.    | Brandenburg            | Friedrich Liechtenstein             | 63  | 51  | –   | 57     |
| 9.    | Schleswig-Holstein     | Peer Kusmagk und Janni Hönscheid    | 19  | 42  | –   | 30,5   |
| 10.   | Bremen                 | Yared Dibaba                        | 49  | 41  | –   | 45     |
| 11.   | Mecklenburg-Vorpommern | Wolfgang Lippert                    | 28  | 24  | –   | 26     |
| 12.   | Rheinland-Pfalz        | Nils Brunkhorst                     | 21  | 14  | –   | 17,5   |
| 13.   | Sachsen                | Xenia Prinzessin von Sachsen        | 15  | –   | –   | 15     |
| 14.   | Nordrhein-Westfalen    | Shermine Shahrivar                  | 14  | –   | –   | 14     |
| 15.   | Saarland               | Elisabeth Brück                     | 12  | –   | –   | 12     |
| 15.   | Sachsen-Anhalt         | Jan Kralitschka                     | 12  | –   | –   | 12     |

## Tänze

### Erste Show
Vor jedem Auftritt lief ein Einspieler, in dem die Kandidaten ihren Heimatort und ihr Bundesland vorstellen konnten. Es traten in folgender Reihenfolge an:
1. Taynara Wolf tanzte Samba in einem Karneval-in-Rio-Kostüm, zunächst mit diversen Trommlern, später zum Song Can’t Hold Us von Macklemore
2. Nils Brunkhorst tanzte einen Contemporary mit Tiger Kirchharz zum Song 1,40m von Prinz Pi
3. Fernanda Brandão besuchte im Einspieler ihre alte Tanzlehrerin Mona Brandenburg, danach tanzte sie Salsa zu Fireball mit Tänzer Daniel Stelter.
4. Jan Kralitschka tanzte Tango mit zwei Frauen
5. Magdalena Brzeska tanzte mit ihrer Tochter Noemi Peschel (14) einen Contemporary zu Seven Years Old von Lukas Graham
6. Wolfgang Lippert tanzte Hip-Hop zu (Wir machen das) klar von Jan Delay
7. Shermine Shahrivar tanzte eine Samba zu She Will Be Loved von Maroon 5
8. Elisabeth Brück tanzte einen Tango zu GoldenEye von Tina Turner
9. Kassandra Wedel tanzte Hip Hop zu End Of Time von Beyoncé
10. Friedrich Lichtenstein tanzte einen Electric Slide[4] zu Be Thankful for What You Got von William DeVaughn
11. Xenia von Sachsen präsentierte einen Mix aus Menuett und Hip-Hop zu Dark Horse von Katy Perry
12. Yared Dibaba tanzte eine eigene Choreographie zu Feeling Good von Michael Bublé
13. Avelina Boateng tanzte synchron mit einem Partner, den sie nicht sehen konnte, zum Song Freiheit von den Söhnen Mannheims
14. Janin Ullmann präsentierte eine Performance zu Castle von Halsey
15. Janni Hönscheid und Peer Kusmagk tanzten einen Quickstep zu I’m So Excited von The Pointer Sisters
16. Oliver Pocher, verkleidet als Donald Trump, tanzte als Mittelpunkt einer Boygroup Hip Hop zu Uptown Funk  von Mark Ronson und Bruno Mars

### Halbfinale
1. Janin Ullmann tanzte Hip Hop zu Bang Bang von Jessie J & Ariana Grande & Nicki Minaj
2. Niels Brunkhorst tanzte mit Alisia Cha Cha Cha zu Blurred Lines von Robin Thicke & T.I. & Pharrell Williams.
3. Avelina Boateng tanzte Hip Hop zu Sax von Fleur East
4. Fernanda Brandão bot einen Poledance zu Purple Rain von Prince
5. Wolfgang Lippert tanzte Walzer mit Siret Siilak zu You Know Me von Robbie Williams
6. Magdalena Breszka und Noemi Peschel tanzten Modern Dance gemixt mit rhythmischer Sportgymnastik zu Feel Again von OneRepublic
7. Janni Hönscheid und Peer Kusmagk  tanzten Contemporary zu Ich kenne nichts von Xavier Naidoo
8. Yared Dibaba tanzte Lindy Hop mit Claire Chen zu  Jackpot von Teesy feat. Cro
9. Taynara Wolf tanzte Contemporary zu Human von Rag ’n’ Bone Man
10. Kassandra Wedel bot eine Tanzperformance mit Gebärdensprache zu Hallelujah von Pentatonix
11. Friedrich Liechtenstein tanzte im Baströckchen zu Fade Out Lines von Phoebe Killdeer and The Short Straws
12. Oliver Pocher wurde von der Choreographin Sarah Hammerschmidt betreut und tanzte verschiedene Szenen aus der Arbeitswelt zum Song Barbra Streisand von Duck Sauce

### Finale
Für das Finale sollten die sechs letzten Kandidaten je einen Standardtanz und einen Free-Style-Auftritt vorbereiten. Der deutsche Liedmacher Max Giesinger hatte einen Gastauftritt mit seiner Single Wenn sie tanzt.
1. Kassandra Wedel begann die Show. Sie präsentierte, betreut von der Choreographin Violetta Kromer, eine Tanzperformance zu We Found Love von Rihanna, die in einem Wasserbecken endete. Später tanzte sie Tango zu Santa Maria von Gotan Project.
2. Fernanda Brandão begann mit einem Paso Doble zum Klassiker España cañí (auch als Spanish Gypsy Dance bekannt) von Pascual Marquina Narro. Für ihren zweiten Auftritt wählte sie Rhythm Nation von Janet Jackson, wobei sie sich auch von Jacksons Tanz-Video inspirieren ließ.
3. Taynara Wolf mischte ihre Tanzperformance zu Still Falling for You von Ellie Goulding mit akrobatischen Einlagen an zwei Tüchern hängend – ein sogenannter Aerial Dance. Später tanzte sie mit Andrzej Cibis Cha Cha Cha zu Can’t Stop the Feeling! von Justin Timberlake.
4. Magdalena Brzeska und Noemi Peschel mischten in ihrem ersten Auftritt Breakdance und Ballett zu Torn von Nathan Lanier. Später tanzten Mutter und Tochter eine Rumba zu Thinking Out Loud von Ed Sheeran.
5. Oliver Pocher tanzte bei seinem ersten Auftritt Cha Cha Cha zu The Greatest von Sia, nachdem er von einem Kronleuchter herabgestiegen war. Bei seinem zweiten Auftritt war er Mittelpunkt einer fünfköpfigen Boygroup, die zu einem Medley der bekanntesten Songs aus diesem Genre tanzte, also Everybody von den Backstreet Boys, Back For Good von Take That, It’s Alright von East 17, Step By Step von New Kids on the Block und Bye Bye Bye von *NSYNC.
6. Avelina Boateng begann mit einem Contemporary (Freestyle) mit reichlich Farbe zu Rise Up von Andra Day. Als zweiten und letzten Tanz des Abends Tanz präsentierte sie einen Jive zu Proud Mary von Tina Turner.

## Rezeption

### Kritiken
- Robert Meyer vom Branchendienst Quotenmeter.de war beeindruckt von der Produktionsqualität der Sendung. Ihm fehlt aufgrund der Teilnahme von Laien jedoch der Wettbewerbscharakter.[5]
- Der Kritikerin der Süddeutschen Zeitung missfiel einiges an der ersten Folge: Moderatorin Lena Gercke wirkte „sediert“, Moderator Stadelmann verlor sich in „Herrenwitzhumor“, 240 Minuten für eine Folge schienen ihr zu lang usw. Gar nicht gefiel ihr, dass der als Donald Trump verkleidete Oliver Pocher erneut die weibliche Haupt-Konkurrentin nach Punkten besiegt hatte.[6]
- Aufgrund einer Einschaltquote von 8,3 % bei der werberelevanten Zielgruppe sprach das Internetmagazin DWDL.de nach der ersten Sendung vom 12. November 2016 von einem „völlig vermasseltem Auftakt“.[7]
- Der Focus lobte das Halbfinale vom 19. November und fasste zusammen: „Dabei macht der ProSieben-Ableger vieles besser als all die kaum unterscheidbaren RTL-Formate mit „Dance“ im Namen. Indem es sich strukturell stark am „Bundesvision Song Contest“ orientiert, bewahrt es sich einerseits die Portion Spaß und Rotzigkeit, die ProSieben-Legende Stefan Raab allen seinen Showideen eingeimpft hatte. Und indem man den Tanzwettbewerb zu einer Meisterschaft der Bundesländer erklärt, erhält die Show gleichzeitig einen Identifikationsfaktor für den Zuschauer.“[8]

### Einschaltquoten
| Ausgabe | Datum         | Zuschauer (gesamt) | Zuschauer (14 bis 49 Jahre) | Marktanteil (gesamt) | Marktanteil (14 bis 49 Jahre) | Quelle |
| ------- | ------------- | ------------------ | --------------------------- | -------------------- | ----------------------------- | ------ |
| 1       | 12. Nov. 2016 | 1,27 Mio.          | 0,73 Mio.                   | 5,0 %                | 8,3 %                         | [ 7 ]  |
| 2       | 19. Nov. 2016 | 1,10 Mio.          | 0,68 Mio.                   | 4,0 %                | 7,1 %                         | [ 9 ]  |
| 3       | 26. Nov. 2016 | 0,91 Mio.          | 0,59 Mio.                   | 3,4 %                | 7,1 %                         | [ 10 ] |